# Atsuhiko Mori
Atsuhiko Mori (森 敦彦 Mori Atsuhiko?,  nacido el 31 de mayo de 1972 en Hyogo) es un exfutbolista japonés. Jugaba de guardameta y su último club fue el Consadole Sapporo de Japón.

## Trayectoria

### Clubes
| Club              | País  | Año         |
| ----------------- | ----- | ----------- |
| Yokohama Flügels  | Japón | 1991 - 1997 |
| Consadole Sapporo | Japón | 1997        |

## Palmarés

### Títulos nacionales
| Título             | Club             | País  | Año  |
| ------------------ | ---------------- | ----- | ---- |
| Copa del Emperador | Yokohama Flügels | Japón | 1993 |